# ワン・ナイト・ウィズ・ブルーノート
ワン・ナイト・ウィズ・ブルーノート（One Night With Blue Note）とは、1985年2月22日にニューヨークで行なわれたコンサート。
1939年にアルフレッド・ライオンがブルーノート・レコードを創立、1979年に同レコードは活動を停止、1984年にブルース・ランドヴァル、マイケル・カスクーナが復活させた。ワン・ナイト・ウィズ・ブルーノートは、この復活を記念して催されたコンサート。

## アルバム
コンサートの記録として4枚組のアルバムとコンピレーションが制作・発売された。
- 『リバース・オブ・ブルーノート：ベスト・オブ・ワン・ナイト・ウィズ・ブルーノート』 - One Night with Blue Note (EMI/Blue Note) 1985年

映像作品については、2003年にDVDビデオとして再発された。
- 『ワン・ナイト・ウィズ・ブルーノート』ASIN B00028XDXG

## DVD収録曲
1. カンタロープ・アイランド - "Cantaloupe Island" (ハービー・ハンコック、ジョー・ヘンダーソン、トニー・ウィリアムス、フレディ・ハバード、ロン・カーター)
2. リコーダ・ミー - "Recorda Me" (ジョー・ヘンダーソン、トニー・ウィリアムス、ハービー・ハンコック、フレディ・ハバード、ボビー・ハッチャーソン、ロン・カーター)
3. リトルB’sポエム - "Little B’s Poemm" (ボビー・ハッチャーソン、ジェイムス・ニュートン、トニー・ウィリアムス、ハービー・ハンコック、ロン・カーター)
4. ブーケ - "Bouquet" (ボビー・ハッチャーソン、ハービー・ハンコック、ロン・カーター)
5. ジャンピン・ジャック - "Jumpin' Jack" (スタンリー・ジョーダン)
6. サマータイム - "Summertime" (ケニー・バレル、グラディ・テイト、グローバー・ワシントンJr.、レジー・ワークマン)
7. モーニン - "Moanin'" (アート・ブレイキー、ウォルター・デイヴィスJr.、カーティス・フラー、ジョニー・グリフィン、フレディ・ハバード、レジー・ワークマン)
8. スイート・アンド・ラヴリー - "Sweet and Lovely" (マッコイ・タイナー)
9. アポイントメント・イン・ガーナ - "Appointment in Ghana" (ジャッキー・マクリーン、ウディ・ショウ、ジャック・ディジョネット、セシル・マクビー、マッコイ・タイナー)
10. トーン・ポエム - "Tone Poem" (チャールズ・ロイド、ジャック・ディジョネット、セシル・マクビー、ミシェル・ペトルチアーニ)
11. ブルース・ウォーク - "Blues Walk" (ルー・ドナルドソン、ケニー・バレル、グラディ・テイト、ジミー・スミス)
12. ザ・ジャンピン・ブルース - "The Jumpin' Blues" (ジミー・スミス、グラディ・テイト、ケニー・バレル、スタンリー・タレンタイン)
13. スクラッチ・マイ・バック - "Scratch My Back" (スタンリー・タレンタイン、グラディ・テイト、ケニー・バレル、ジミー・スミス)
14. ポントス・カンタドス - "Pontos Cantados" (セシル・テイラー)